# Bukure
Bukure è un settore (imirenge) del Ruanda, parte della Provincia Settentrionale e del distretto di Gicumbi.